# Ях'я (присілок)
Я́х'я (рос. Яхья) — присілок у складі Салаватського району Башкортостану, Росія. Входить до складу Ішимбаєвської сільської ради.
Населення — 333 особи (2010; 359 в 2002).
Національний склад:
- башкири — 97 %

Стара назва — Яхіно.